# Ганкер (Пенсільванія)
Ганкер (англ. Hunker) — місто (англ. borough) в США, в окрузі Вестморленд штату Пенсільванія. Населення — 310 осіб (2020).

## Географія
Ганкер розташований за координатами 40°12′14″ пн. ш. 79°36′56″ зх. д. / 40.20389° пн. ш. 79.61556° зх. д. (40.204003, -79.615471).  За даними Бюро перепису населення США в 2010 році місто мало площу 0,66 км², уся площа — суходіл.

## Демографія
Згідно з переписом 2010 року, у селищі мешкала 291 особа в 132 домогосподарствах у складі 84 родин. Густота населення становила 444 особи/км².  Було 134 помешкання (204/км²).
Расовий склад населення:
| - 96,6 % — білих - 0,7 % — азіатів |

До двох чи більше рас належало 2,7 %. Частка іспаномовних становила 1,0 % від усіх жителів.
За віковим діапазоном населення розподілялося таким чином: 18,6 % — особи молодші 18 років, 62,2 % — особи у віці 18—64 років, 19,2 % — особи у віці 65 років та старші. Медіана віку мешканця становила 49,9 року. На 100 осіб жіночої статі у селищі припадало 95,3 чоловіків;  на 100 жінок у віці від 18 років та старших — 86,6 чоловіків також старших 18 років.
Середній дохід на одне домашнє господарство  становив 89 626 доларів США (медіана — 60 909), а середній дохід на одну сім'ю — 110 760 доларів (медіана — 64 167). Медіана доходів становила 48 438 доларів для чоловіків та 35 714 долари для жінок. За межею бідності перебувало 2,2 % осіб, у тому числі 0,0 % дітей у віці до 18 років та 4,8 % осіб у віці 65 років та старших.
Цивільне працевлаштоване населення становило 181 особа. Основні галузі зайнятості: освіта, охорона здоров'я та соціальна допомога — 23,2 %, мистецтво, розваги та відпочинок — 16,6 %, роздрібна торгівля — 15,5 %.